# Prosopis chilensis
Prosopis chilensis é uma espécie de leguminosa do gênero Prosopis, pertencente à família Fabaceae.